# Trollsjön (Arjeplogs socken, Lappland)
Trollsjön är en sjö i Arjeplogs kommun i Lappland och ingår i Skellefteälvens huvudavrinningsområde.